# پروژه ترجمه
پروژه ترجمه (به انگلیسی: Translation Project) پروژه‌ای است که با عمل ترجمه سروکار دارد.
از دیدگاه تخصصی، پروژهٔ ترجمه ارتباط تنگاتنگی با مدیریت فرایند ترجمه دارد، ولی از دیدگاه میان‌فرهنگی (Intercultural)  پروژهٔ ترجمه امری بسیار پیچیده‌تر است. برای نمونه، این پیچیدگی هنگام ترجمه انجیل یا ترجمه متون ادبی دیگر نمود می‌یابد.
کارشناسان ترجمه مانند آنتونی بِرمن از این دیدگاه دفاع می‌کنند که هر مترجمی پروژهٔ ترجمه مُختص به خودش را توسعه می‌دهد و به آن وفادار می‌ماند و سپس نقد ترجمه را گسترش خواهد داد.